# نوذر صادقی
نوذر صادقی سیاست‌مدار ایرانی بود، که در دوره بیست و چهارم مجلس شورای ملی به عنوان نماینده شهر نیر از استان اردبیل در مجلس شورای ملی حضور داشت. وی دانش آموخته حقوق دانشگاه تهران بود قبل از انقلاب در شغل قضاوت مشغول بود و پس از انقلاب به حرفه وکالت پرداخت.